# Dietelia holwayi
Dietelia holwayi är en svampart som först beskrevs av H.S. Jacks., och fick sitt nu gällande namn av Buriticá & J.F. Hennen 1980. Dietelia holwayi ingår i släktet Dietelia och familjen Pucciniosiraceae.   Inga underarter finns listade i Catalogue of Life.